# 格爾柯伊

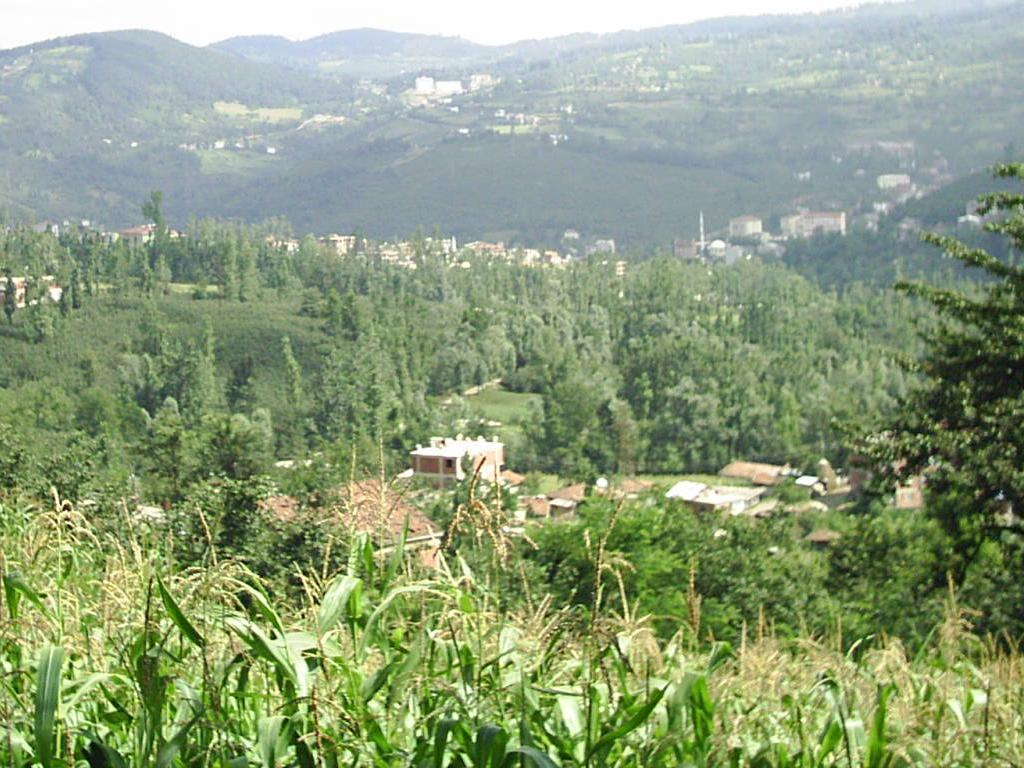

格爾柯伊是土耳其的城鎮，由奧爾杜省負責管轄，位於該國北部，距離首府奧爾杜60公里，面積415平方公里，海拔高度1,054米，主要經濟活動是農業，2000年人口24,162。

## 外部連結
- District governor's official website （页面存档备份，存于） （土耳其文）
- District municipality's official website （页面存档备份，存于） （土耳其文）
- Road map of Gölköy and environs （页面存档备份，存于）
- Detailed road map of Gölköy district （页面存档备份，存于）
- Various images of Gölköy, Ordu （页面存档备份，存于）

40°41′15″N 37°37′04″E / 40.68750°N 37.61778°E